# راکاتساسند
راکاتساسند (به مجاری:  Rakacaszend) یک شهرداری در مجارستان است که در ناحیه ادلنی واقع شده‌است. راکاتساسند ۱۵٫۷۱ کیلومتر مربع مساحت و ۳۶۸ نفر جمعیت دارد.